# Nacaduba penangensis
Nacaduba penangensis är en fjärilsart som beskrevs av Tite 1963. Nacaduba penangensis ingår i släktet Nacaduba och familjen juvelvingar. Inga underarter finns listade i Catalogue of Life.